# Super-manœuvrabilité

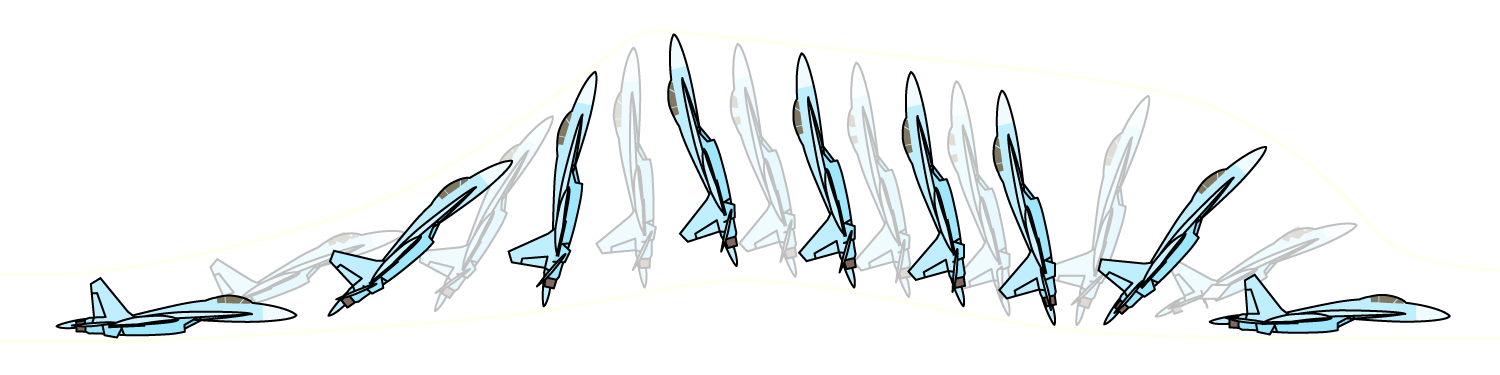
un avion Su-27 effectuant un Cobra de Pougatchev.

La super-manœuvrabilité est la capacité d'un avion, généralement de chasse, à effectuer des figures et manœuvres au-delà des seules possibilités aérodynamiques des gouvernes,. Ces manœuvres sont possibles pour les avions naturellement instables tels que le F-16 ou ayant une poussée vectorielle.

## Figures sollicitant la super-manœuvrabilité
- Manœuvre de Herbst
- Cobra de Pougatchev
- Kulbit
- Cobra Turn (en)